# Mista
Miguel Ángel Ferrer Martínez dit Mista est un footballeur espagnol né le 12 novembre 1978 à Caravaca de la Cruz, Murcie (Espagne). Il évolue au poste d'attaquant. Il a joué dans le championnat de MLS au Toronto FC. À noter qu'il fut le héros de la finale de Coupe UEFA remporté en 2004 avec le Valence CF face à l'Olympique de Marseille, sur le score de 2-0, puisqu'il obtenu un penalty après une faute de Fabien Barthez et marqua le second but du club valencian.

## Carrière
- 1996-1998 :  Real Madrid (équipes réserves)
- 1998-2001 :  CD Tenerife
- 2001-2006 :  Valence CF
- 2006-2008 :  Atlético de Madrid
- 2008-2010 :  Deportivo La Corogne
- 2010 :  Toronto FC

## Palmarès
- Supercoupe de l'UEFA : 2004 avec Valence CF
- Coupe UEFA : 2004 avec Valence CF
- Champion d'Espagne : 2002 et 2004 (19 buts) avec Valence CF